# Fázisváltó

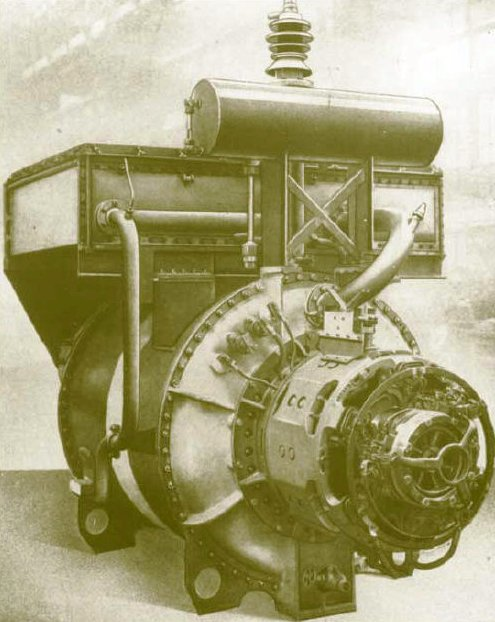
Kandó fázisváltója 1933-ban beépítés előtt

A nagyfeszültségű háromfázisú váltakozóáramú vontatás sikerének kulcsa a Kandó Kálmán által megtervezett és megvalósított fázisváltó volt. Amikor Kandó a rendszerének kidolgozásához hozzáfogott a Ferraris–Arno-féle aszinkron fázisváltó már ismeretes volt, és a villamos-vontatásban történő alkalmazására is történtek kísérletek. Ez a megoldás azonban alkalmatlannak bizonyult. A motorok merev összeköttetésben álltak a hálózattal, nagyfeszültségű munkavezeték esetén az átalakító elé transzformátort kellett beépíteni és ezzel lehetett a feszültséget szabályozni. A transzformátor viszont rontja a hálózat teljesítménytényezőjét. Így Kandó ezt a megoldást elvetette, helyette egy teljesen új megoldást választva szinkron fázisváltót szerkesztett.
A sorozatgyártás előtt készített prototípus a Józsefvárosban az Óbudai Egyetem Kandó Kálmán Villamosmérnöki Karának épületében van kiállítva.
A fázisváltós vontatást Kandó a Ganz Villamossági Rt.-nél dolgozta ki, melynek telephelye ma Millenáris néven ismert.

## Szükségessége
A villamos vontatás a gőzvontatást váltotta fel, mivel a gőzvontatás hatásfoka alacsony, amit tovább ront, hogy a tüzelőanyagot a felhasználás helyére kell szállítani.
Európa első villamosított fővonalán az olasz Valtellina vonalon, amelyet a Ganz készített a vasúti vontatás igényeit figyelembe véve három fázisú 3300 V vonalértékű, 16 2/3 Hz-es táplálást alkalmaztak. A megoldás több problémát vetett fel:
- A vontatáshoz használt frekvencia eltért az országos villamos hálózat 50 Hz frekvenciájától, ezért vagy áramátalakító állomásokat, vagy külön távvezetékrendszert kellett építeni a vasúti igények kielégítéséhez.
- A kizárólag a vasút számára dolgozó erőművek gazdaságtalan üzeműek, mert a vontatás erősen változó teljesítményszükségletének megfelelően kell energiát termelnie. Napi átlagban nem nagy a teljesítménye, de igen nagy csúcsterheléseket is el kell viselnie. Gazdaságos energiatermelés viszont csak nagyteljesítményű, állandó terhelésű erőművekben valósítható meg.
- A háromfázisú tápláláshoz szükséges két felsővezeték kiépítése és üzemeltetése drága. A két felsővezeték egymástól való távolsága 3300 V-ra korlátozta a feszültséget.
- Alternatív megoldásként több országban az egyenáramú vontatást vezették be. Ebben az esetben, ugyan elegendő volt egy felsővezeték, azonban a gazdaságos üzemeltetéshez annak a keresztmetszete viszonylag nagyra adódott, illetve sűrűn kellett (12–15 km-enként) áramátalakító állomásokat létesíteni, mivel a motorok kommutátorai miatt a feszültséget nem választhatták tetszőlegesen nagyra.

Kandó Kálmán és Verebélÿ László ismerte fel, hogy a vasúti villamos vontatást az ország egységes energiarendszerén belül kell megvalósítani. Az 50 Hz-es egyfázisú váltakozó feszültséget a mozdonyban háromfázisúvá alakítva táplálják a vontatómotorokat. Így a vasút külön villamos rendszert nem igényel, és mindössze egyetlen munkavezetéket kell létesíteni.

## Működése

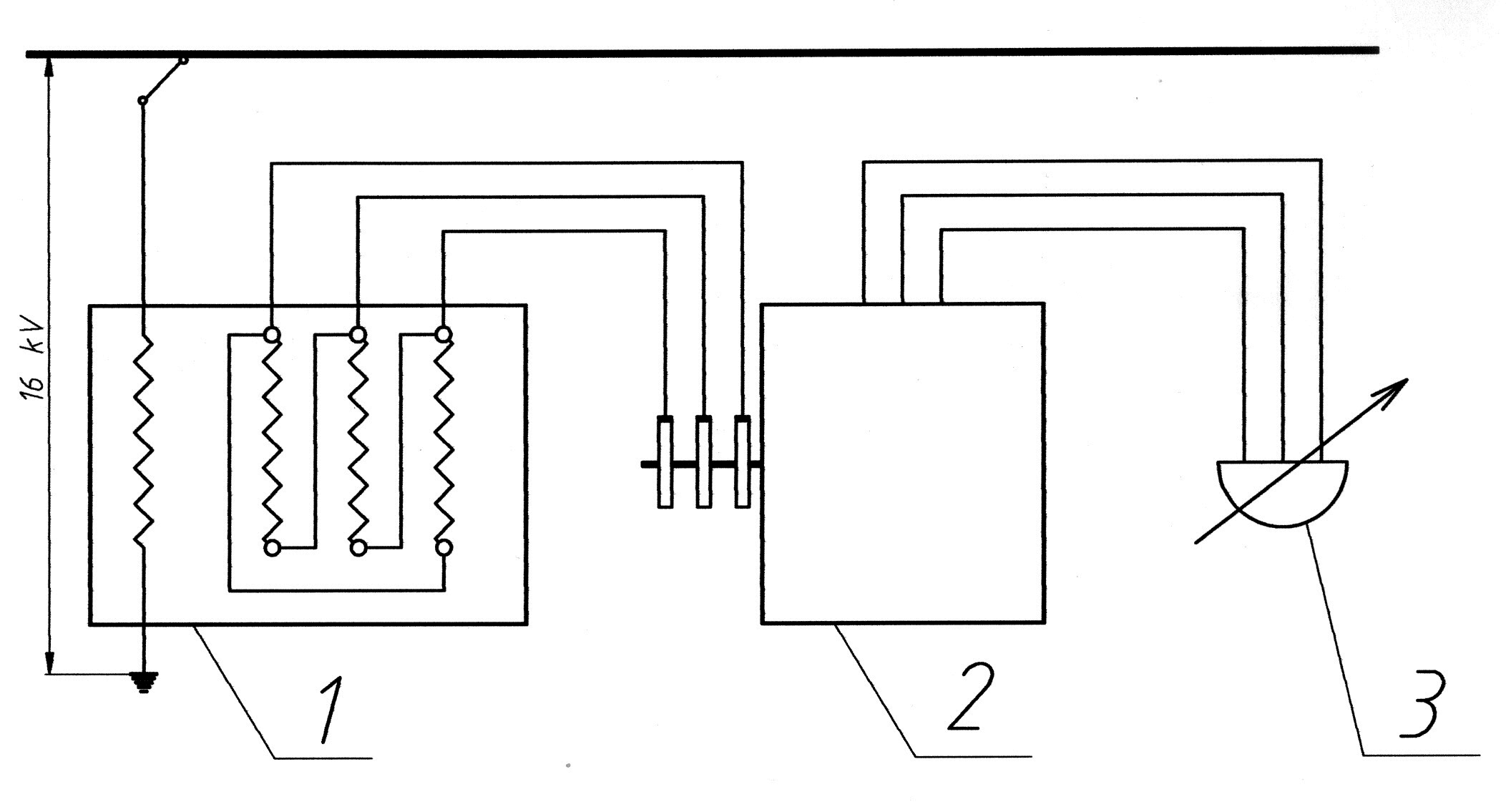
A Kandó-rendszerű fázisváltós mozdony gépeinek elvi kapcsolása:
1. Fázisváltó
2. Vontatómotor
3. Folyadékindító

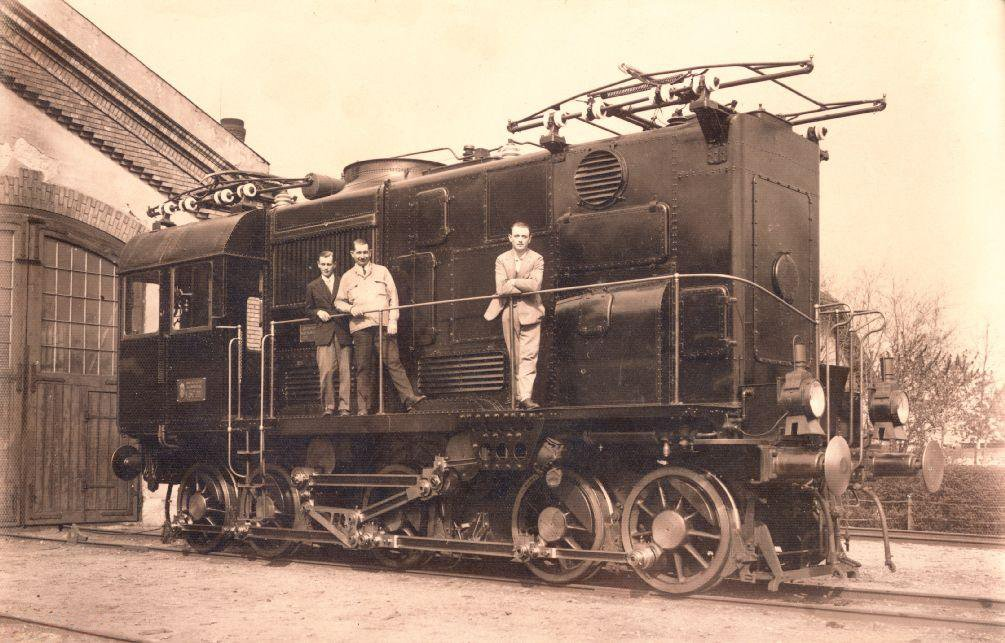
Az első kísérleti fázisváltós Kandó mozdony (V50). Jól megfigyelhető a gőzmozdonyokhoz hasonló csatlórudas hajtás

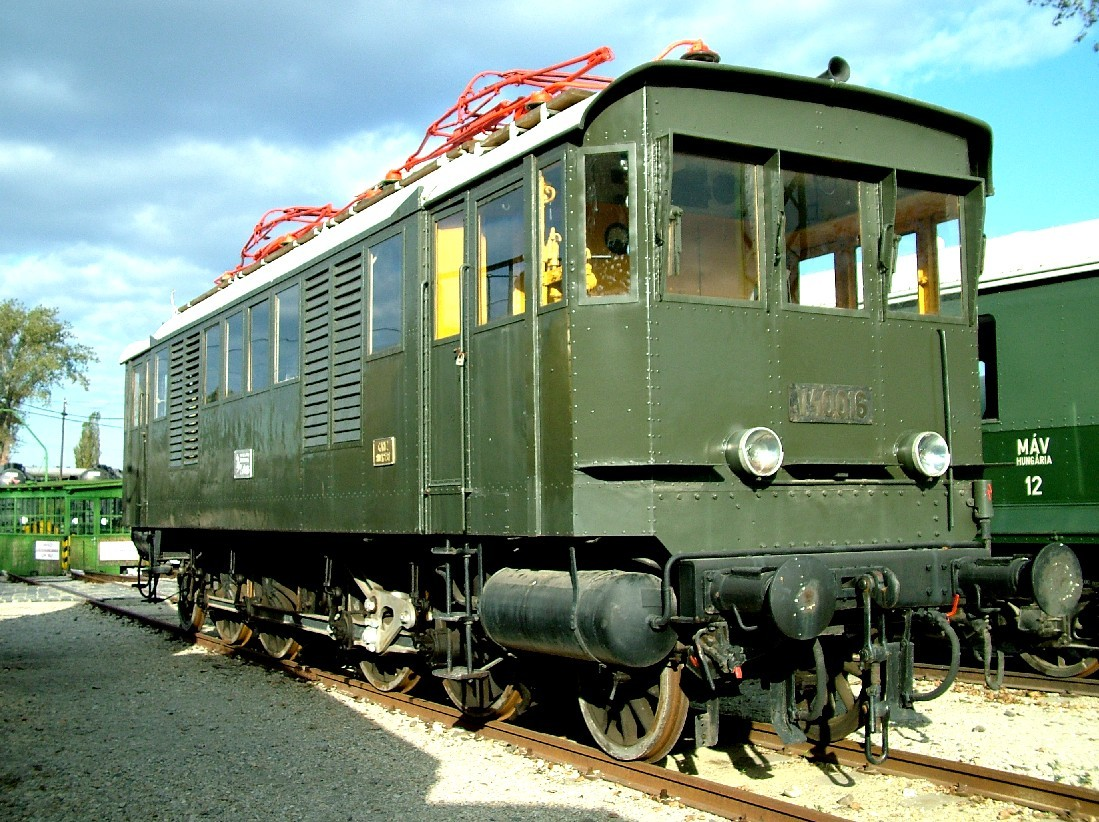
A V40-es Kandó mozdony

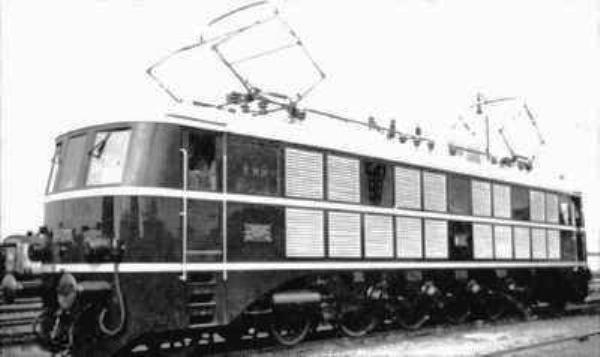
A V44 típusú Kandó-Ratkovszky rendszerű mozdony

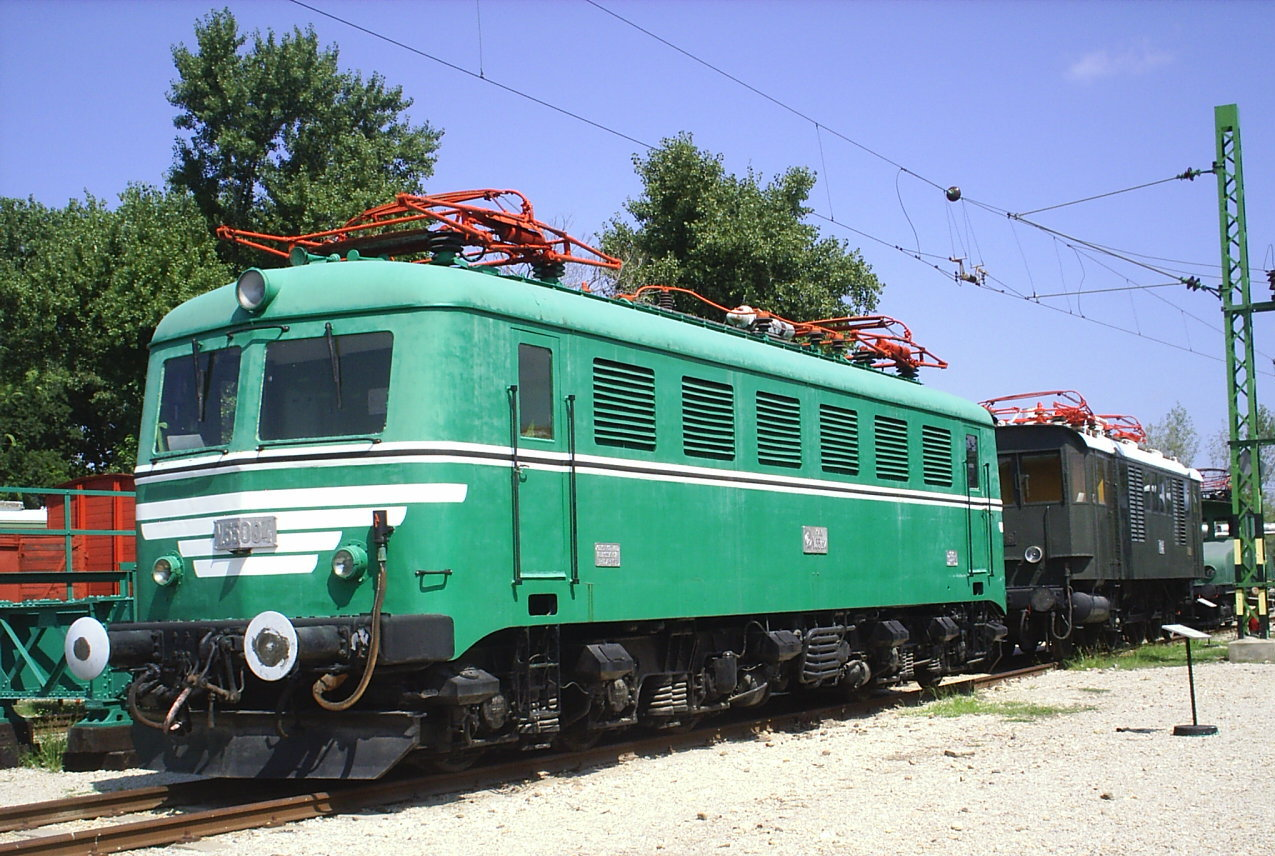
A V55 típusú továbbfejlesztett Kandó-Ratkovszky rendszerű mozdony

1915 és 1920 között Kandó Kálmán megalkotta a fázisváltós vontatási rendszert, ahol a táplálás az egységes 50 Hz frekvenciájú országos elektromos hálózatról történik. A használt viszonylag magas feszültség eredményeképpen vékony felsővezetékeken, és egymástól viszonylag nagy távolságokra telepített transzformátorállomásokon keresztül táplálhatóak meg a mozdonyok.
A mozdonyok tömege azonos teljesítmény mellett az egyenáramú táplálású mozdonyoknál jelentősen kisebbek, míg a 16 2/3 Hz táplálású mozdonyoknál alig nehezebbek.
A fázisváltó a felsővezetékből nyert egyfázisú táplálást alakítja át háromfázisú, vasúti vontatáshoz megfelelő frekvenciájú feszültséggé.
A rendszer féküzemben (regeneratív féküzem) lehetővé teszi az energia visszatáplálását az országos hálózatba.
Az első ilyen kísérleti mozdonyt 1923-ban helyezték üzembe.
Ennél a különleges berendezésnél Kandó egyfázisú transzformátort, egyfázisú szinkronmotort és többfázisú szinkron generátort egyesített egy több mint háromezer alkatrészt egyesítő villamos gépben. A működését a következő modell írja le: munkavezeték magasfeszültségű áramát átalakítva szinkron motort hajt. A szinkron motor háromfázisú generátort forgat, biztosítva a háromfázisú, kisfeszültségű áramot a hajtómotorok számára. A sebesség szabályozása külön aszinkron frekvencia-átalakító gépcsoporttal, vagy pólusváltós motorokkal történik. A forgóáramú vontatómotor csak egy – a fázissorrend által meghatározott – irányba indulhat el, valamint megfelelő segédberendezések alkalmazása esetén (vízindító) nagy az indítónyomatéka (az egyfázisú aszinkron vagy szinkron gép vontatásra alkalmatlan, mivel az állórészben nem alakul ki forgó mágneses mező). A vontatómotor átkapcsolható, 72, 36, 24, vagy 18 pólusú tekercseléssel rendelkezik, ezzel valósul meg a sebességváltás. A szinkron motor gerjesztésének változtatásával a hálózati teljesítménytényező tetszés szerinti értékre állítható, a generátor gerjesztésének változtatása viszont a vontató motor kapocsfeszültségének változtatását teszi lehetővé.
A Kandó-féle fázisváltó lényege, hogy közös álló és forgórésszel valósította meg az egyfázisú szinkronmotort és a háromfázisú szinkrongenerátort. A légrés közelében a mélyebb hornyokban van a többfázisú, alacsony feszültségű tekercselés és e mögött a vastestbe ágyazva helyezkedik el a kerület kétharmadát beborító nagyfeszültségű, egyfázisú tekercselés, amelyet a 16 kV-os munkavezeték táplál. A sokszögkapcsolású többfázisú kétrétegű tekercselés 72 horonyban van elhelyezve. A motorok pólusszám átkapcsolásának igényének megfelelően 3, 4 és 6 fázisú áramot tud szolgáltatni. Feszültsége a terheléstől függően 800-1300 V között változik.
A fázisváltó a maga korában a világ egyik legbonyolultabb villamos gépe volt.

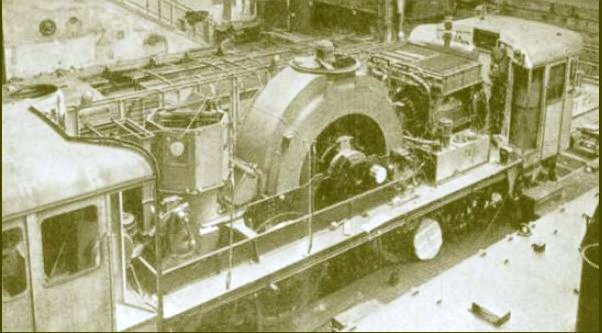
Az első sorozatgyártású fázisváltós mozdony. Középen a főmotor, jobbra a fázisváltó

Közös álló és forgórésszel szerkesztettek egy
- egyfázisú szinkronmotort
- háromfázisú generátort, valamint
- a generátor állórészébe integráltak egy Scott-transzformátort, amely 70-110 V feszültséggel látja el a segédgépek (szivattyúk, kompresszorok) aszinkron hajtómotorjait, illetve a fűtés biztosítására.

A fázisváltóval közös tengelyre szereltek
- egy segédfázisos egyfázisú indítómotort (a szinkronmotor indításához és szinkronizálásához)
- egy gerjesztőgépet (a fázisváltó forgórészének gerjesztéséhez)

Az állórész lemezelt vastestű és a furatában elhelyezett 8,5 mm falvastagságú bakelithenger választja el a forgórésztől. A szigetelés és a hűtés érdekében az állórész olajjal van kitöltve. A forgórész négypólusú, melyet külön gerjesztőgép lát el egyenárammal. A forgórész gerjesztése az azonos teljesítményű szinkron generátorokhoz viszonyítva igen magas. Egyrészt a 21 mm-es légrés nagy mágneses ellenállást képvisel, másrészt, mert mindkét állórésztekercsben folyó terhelő áram gerjesztését a forgórésznek kell kompenzálnia. A megnövekedett tekercsveszteségek és a csillapítórudazatban előálló melegveszteség miatt léghűtés helyett vízhűtést alkalmaznak. A vizet a tengely furatán keresztül vezetik be, és a centrifugális erő szorítja a hűtőcsövekbe. A felmelegedett vizet egy centrifugálszivattyú emeli az olajhűtő feletti vízhűtőbe. Az olaj és a vízhűtőben a légáramlást egy 10 LE-s szellőzőmotor tartja fenn.
A fázisváltót, mint minden egyfázisú szinkron gépet, külső motorral kell indítani. Az indítást egy a közös tengelyre szerelt kétfázisú, rövidrezárt forgórészű aszinkron motor végzi. A motor egyik fázisát indításkor a fázisváltó primer tekercsével sorbakapcsolják, a másik fázist az egyfázisú segédtekercselésről táplálják.Ily módon a két fázis árama között kb. 30°-os fáziseltolás lép fel és ez elegendő az indításhoz. A motor 3 perc alatt kb. 1000/perc fordulatra gyorsítja a forgórészt, amely azután a csillapító rudazat hatására 0,5–1 perc alatt magától eléri az 1500/perces szinkron fordulatot.

## A vontatómotor
A vontatómotor tekercselt forgórészű csúszógyűrűs (indukciós) aszinkron motor. A lágy indítás feltételeit a forgórész csúszógyűrűihez csatlakoztatott, folyadék ellenállás teszi lehetővé. Ugyanezt az eszközt használják sebességváltásnál; a mechanikus és az áramlökés csillapítása érdekében. Gyorsítás és lassítás közben egy automatika biztosította, a vízellenállás szabályozásával, hogy a művelet egyenletes teljesítményfelvétel mellett történjék, ezzel csökkentették a mozdony mechanikai részét, illetve az országos villamoshálózatot terhelő tranziens jelenségeket. Egy másik automatika pedig a fázisváltó gerjesztését szabályozta, hogy a motorok minden üzemállapotban optimális feszültséggel legyenek megtáplálva.
A Kandó-féle fázisváltós rendszernek köszönhetően a világon Magyarország az egyetlen, ahol a vasúti vontatásban a kezdetektől az 50 Hz-es rendszert használják.

## Továbbfejlesztése
A V40 mozdonyban alkalmazott nagy méretű pólusváltós hajtómotorok nem tették lehetővé a csatlórudak elhagyását és a tengelyek közvetlen meghajtását. A megoldás a pólusváltós hajtómotorok helyett kisebb, nem pólusváltós gépek használata. Ez a megoldás lehetővé tette a korszerűbb forgóvázas kialakítást is (V44 és V55 Kandó-Ratkovszky rendszerű mozdonyok). A frekvencia átkapcsolását pedig egy a fázisváltóval egy tengelyre épített frekvenciaváltóval oldották meg. Ez a fejlesztés ugyan a mozdony tömegét valamelyest növelte, illetve a hatásfokát kismértékben rontotta, azonban az előnyei (kialakítható a forgóvázas kivitel, a végsebesség növelhető) ezt kompenzálták. A V44 kísérleti sorozatban a frekvencia átalakító még külön gépcsoportként volt kivitelezve, a V55 sorozatban már a fázisváltóval egybeépítették, ami kisebb tömeget eredményezett, a gépcsoport tömege 23 tonna lett.
2012-ben árusítanak különböző teljesítményű forgó fázisváltókat, amelyek a háztartási egyfázisú hálózati feszültséget alakítja át 3 fázisúvá.

### Nyugvó fázisváltók
A forgó villamos gépeknek számos hátránya van a nyugvó gépekkel szemben. Ezek közül a lényegesebbek:
- magasabb ár
- nagyobb tömeg
- rosszabb hatásfok
- nagyobb helyszükséglet
- magasabb karbantartási igény
- alacsonyabb MTBF (kisebb megbízhatóság)
- a forgásból adódó zajosabb üzem

A nyugvó fázisváltók ezeket a hátrányokat kiküszöbölik.
A nyugvó fázisváltó alapja egy Scott-transzformátor, amelynek a primer oldali tekercselései egyfázisú hálózatról kondenzátor, illetve induktivitáson keresztül vannak megtáplálva, a szekunder tekercselése szolgáltatja a három fázisú táplálást a motoroknak.
Az 1960-as években azonban döntő fordulat következett be az erősáramú elektrotechnikában. Kifejlesztették a teljesítmény-félvezetőket, diódákat és tirisztorokat. Eleinte egyenirányításra használták, a mozdony váltakozóáramot kapott, kerekeit pedig a vontatásra jól bevált egyenáramú motorok hajtották. A félvezetőtechnika fejlődésével lehetővé vált, hogy ne csupán egyenáramot, hanem többfázisú, változtatható frekvenciájú váltakozóáramot is elő lehessen állítani ezek segítségével. Ez nem más, mint a forgógépes fázisváltó modern, elektronikus változata, amely szintén lehetővé teszi a megbízható, kefe nélküli aszinkron motorok alkalmazását, azonban annál hatásfoka magasabb, működése csendesebb, tömege alacsonyabb.
A forgógépes vasúti fázisváltó hungarikum maradt mivel ugyan a Francia vasút az 1950-es években tett vele egy kísérletet, azonban nem találták megfelelően gazdaságosnak, és a szinkron motorral hajtott Ward Leonard-rendszert vezették be, amely szintén az egységes országos elektromos hálózatot használta.
Az elektronikus vezérlésű mozdonyok azonban Kandó elgondolásának helyességét bizonyítják.

### Periódusváltó

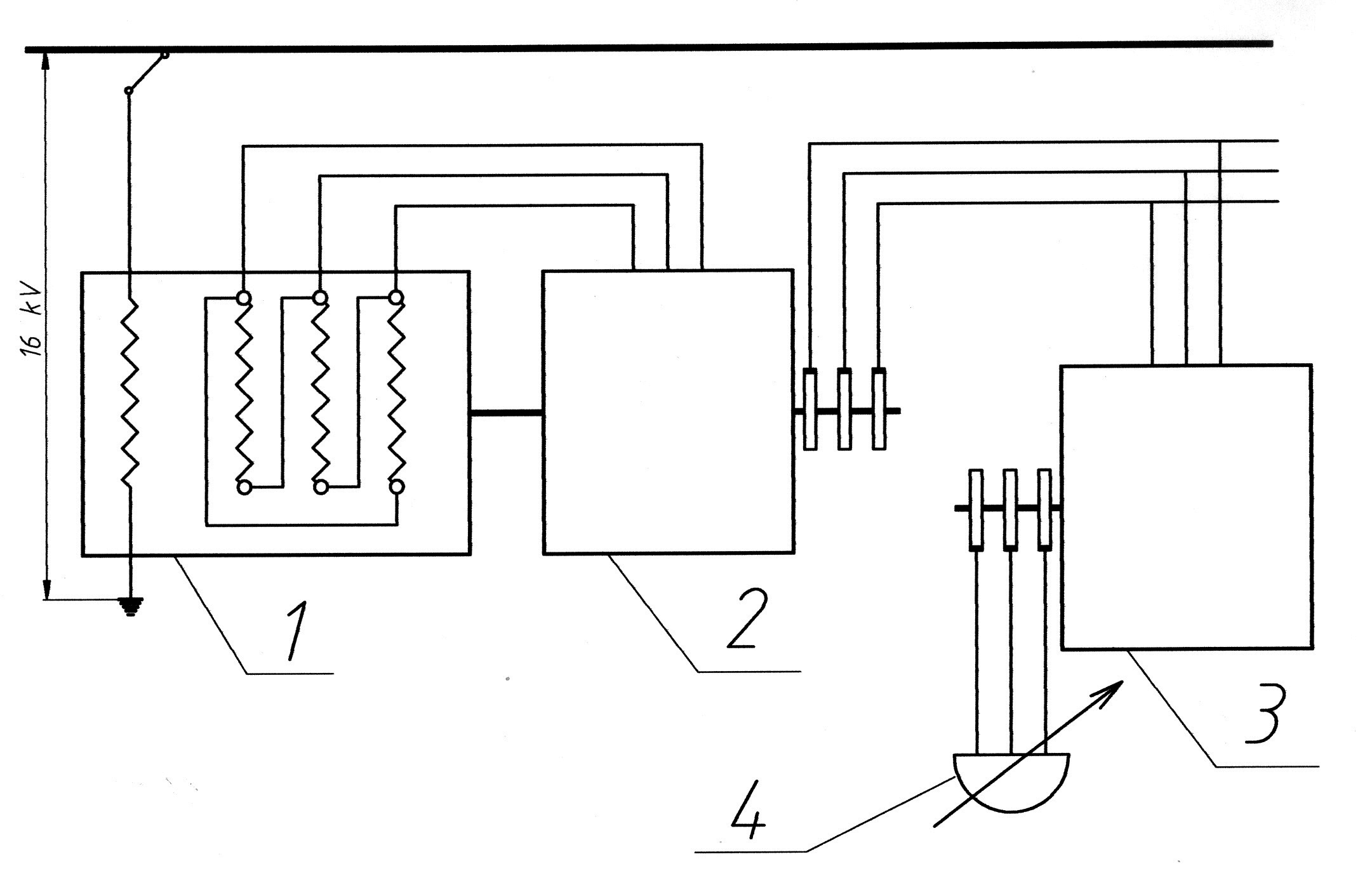
Ganz-Kandó rendszerű fázis- és periódusváltós mozdony gépeinek elvi kapcsolása:
1. Fázisváltó
2. Periódus-átalakító
3. Vontatómotorok
4. Folyadékindító

A megnövekedett forgalmi igények új, nagyobb teljesítményű és nagyobb sebességű mozdonyok építését tették szükségessé. A MÁV olyan mozdonyokat rendelt a Ganz-gyártól, amelyeknek állandó teljesítménye 2500 LE helyett 3200 LE, maximális sebessége 125 km/óra, tömege 85 tonna, maximális tengelyterhelése 176,5 kN. Ezek a követelmények az eredeti mozdony egyes részeinek megváltoztatását tették szükségessé.
100 km/óra feletti sebességnél a rudazathajtás már nem használható, mert a nagy lendítőerő és a fellépő rezgések miatt törések következnek be. Ezért az új mozdonynál az egyes hajtásra tértek át, tehát minden tengelyt fogaskerék-áttétellel külön motor hajt. A motorok a mozdony főtartói közé kerültek. A mozdonyoknak öt hajtott tengelye volt. A motorok nem készülhettek pólusátkapcsolásosra, mert a főtartók között korlátozott hely állt rendelkezésre. A fordulatszámszabályozást új módszerrel, periódusváltóval valósították meg. A fázisváltó ugyanolyan volt, mint az eredeti mozdonyokon. A fázisváltóval közös tengelyen van a periódusátalakítónak alkalmazott aszinkron motor. A periódusváltó táplálja az öt vontatómotort, az indítás folyadék indítóval történt. A periódusváltó pólusszámátkapcsolásos tekercseléssel készült. 2, 4 és 6 pólusra kapcsolható. Forgórésze a fázisváltóval való mechanikus kapcsolat következtében állandóan 1500 1/min fordulatszámon üzemelt. A vontatómotorok négypólusú csúszógyűrűs kivitelűek és semmiféle átkapcsoló berendezés nem volt rajtuk. 25, 50, 75, 100 és 125 Hz frekvenciával táplálhatók, és így öt különböző fordulatszám fokozat volt beállítható. Az egyes fordulatszámoknak 25, 50, 75, 100 és 125 km/óra sebesség felelt meg. A szabályozó ugyanolyan, mint az eredeti Kandó-mozdonyban. A legjobb hatásfokra és egységnyi teljesítménytényezőre szabályoz. A periódusátalakító súlya a kisebb motorok révén, és a fázisváltó indítómotorjának elhagyásával kompenzálódott. Induláskor a periódusátalakító segédfázisos egyfázisú indukciós-motorként működött és a fázisváltó primer tekercséről kapott feszültséget, úgy mint a régi mozdony indító gépe.
A V44-es és V55-ös mozdonyokban a fázisváltóhoz periódusváltót is kapcsoltak. Ez lehetővé tette a forgóvázas mozdonyszerkezet kialakítását, mivel a nagyméretű pólusváltós motorok helyett kisebb motorok használatát tette lehetővé, amelyekkel a tengelyeket közvetlenül a csatlórudak elhagyásával lehetett hajtani.
Ez a megoldás azonban a hatásfokot rontotta, mivel a V40 sorozatban az energia útja:
felsővezeték → fázisváltó → hajtómotor
A periódusváltós mozdonyokban:
felsővezeték → fázisváltó → periódusváltó → hajtómotor

#### A V44 mozdonyokban
A periódusváltó egy külön gépcsoport volt, amely egy pólusátkapcsolós csúszógyűrűs aszinkron motorból állt, amelyet (a hozzá tartozó vízindítóval együtt) úgy méreteztek, hogy tartósan tudjon nagy szlippel üzemelni, és egy vele közös tengelyre szerelt csúszógyűrűs aszinkron géppel, amelynek alacsony sebességnél (alacsony motor fordulatszámnál) a forgórészét táplálták meg a fázisváltóról jövő feszültséggel, és az állórészére kapcsolták a hajtómotorokat, nagy sebességnél az állórésze kapja a megtáplálást, és a forgórészről táplálták a hajtómotorokat.

#### A V55 mozdonyokban
A tömeg csökkentése és a szerkezet egyszerűsítésének érdekében a V55 mozdonyokban a periódusváltót közös tengelyre építették a fázisváltóval. Mivel így a gép fordulatszáma fix lett (egy szinkronmotor határozta meg), a frekvenciák között a mező forgásirányának, illetve a póluspárok számának árkapcsolásával lehetett váltani.